# شهرستان سونکوفسکی
شهرستان سونکوفسکی (به لاتین: Sonkovsky District) یک شهرستان در روسیه است که در استان تور واقع شده‌است.